# SS Ithaka
SS Ithaka fue un carguero de vapor hundido en la costa de la Bahía de Hudson, cerca de Churchill, Manitoba (Canadá). Originalmente construido como un carguero para lagos llamado Frank A. Augsbury para la Canadian George Hall Coal & Shipping Corporation en 1922, navegó para una variedad de propietarios diferentes en diferentes lugares y pasó a llamarse Granby en 1927, Parita II en 1948, Valbruna en 1951, Lawrencecliffe Hall en 1952, Federal Explorer en 1955 y finalmente Ithaka en 1960, antes de naufragar ese mismo año.

## Hundimiento

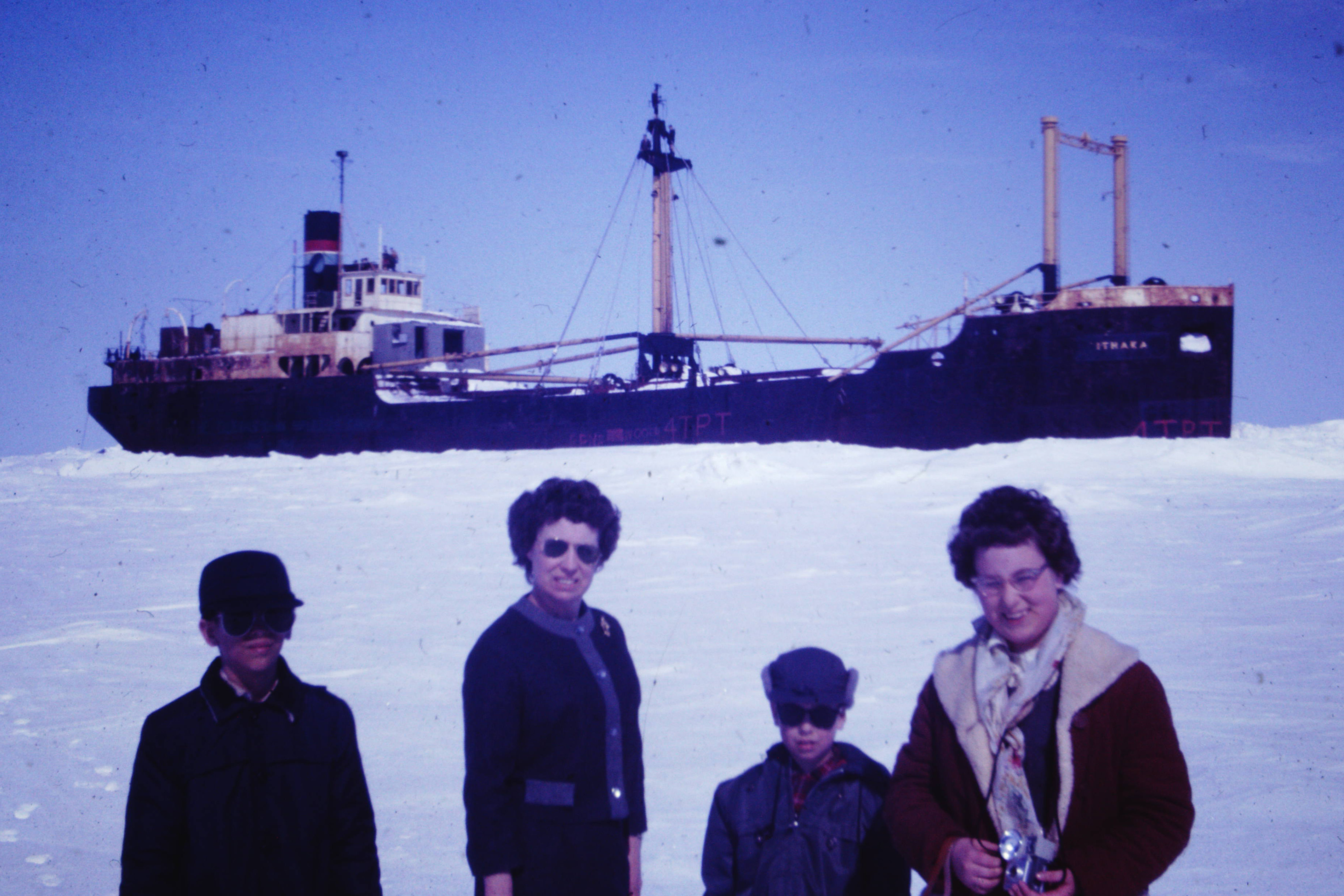
El Ithaka embarrancado en 1961.

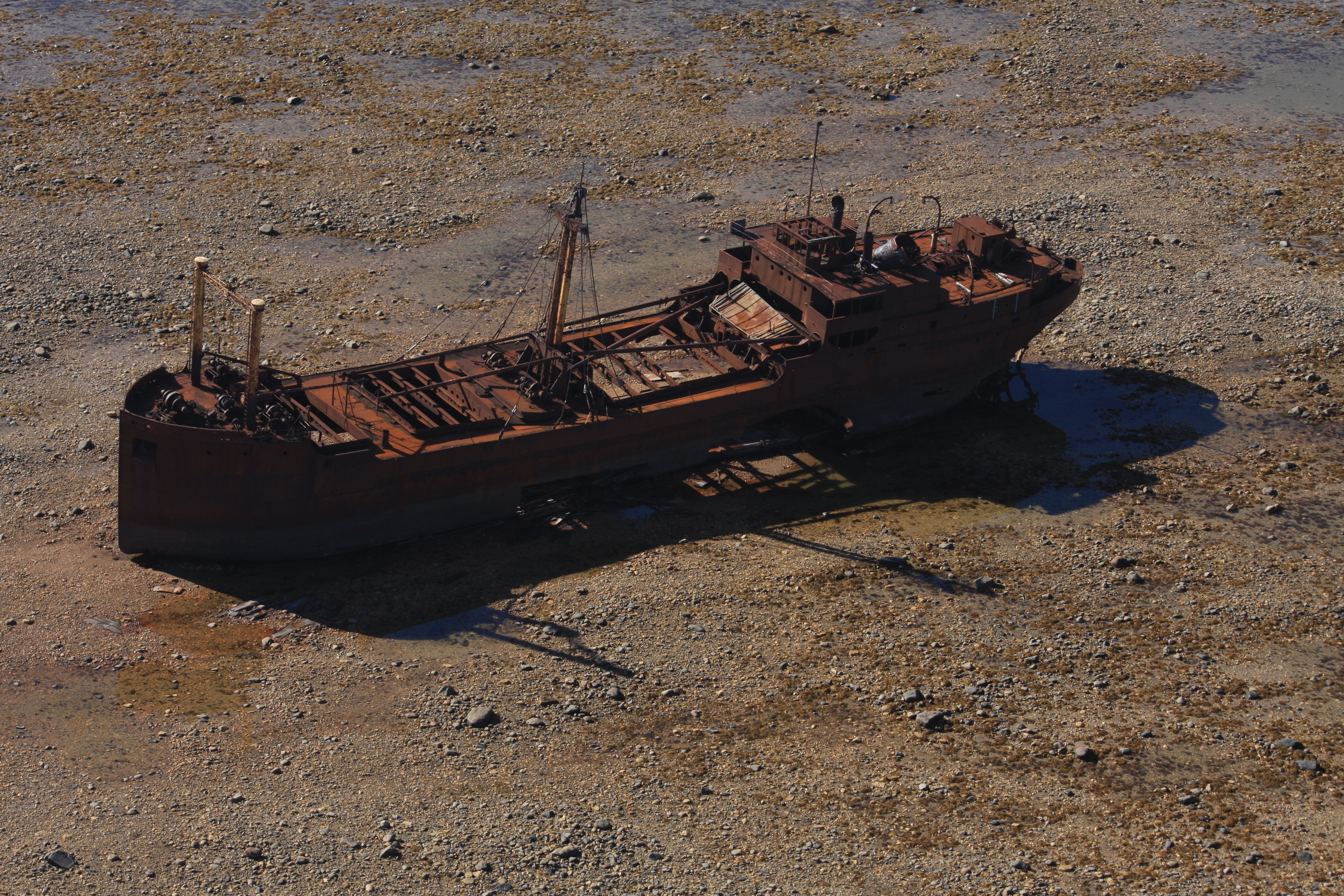
Restos del naufragio del Ithaka en el año 2014.

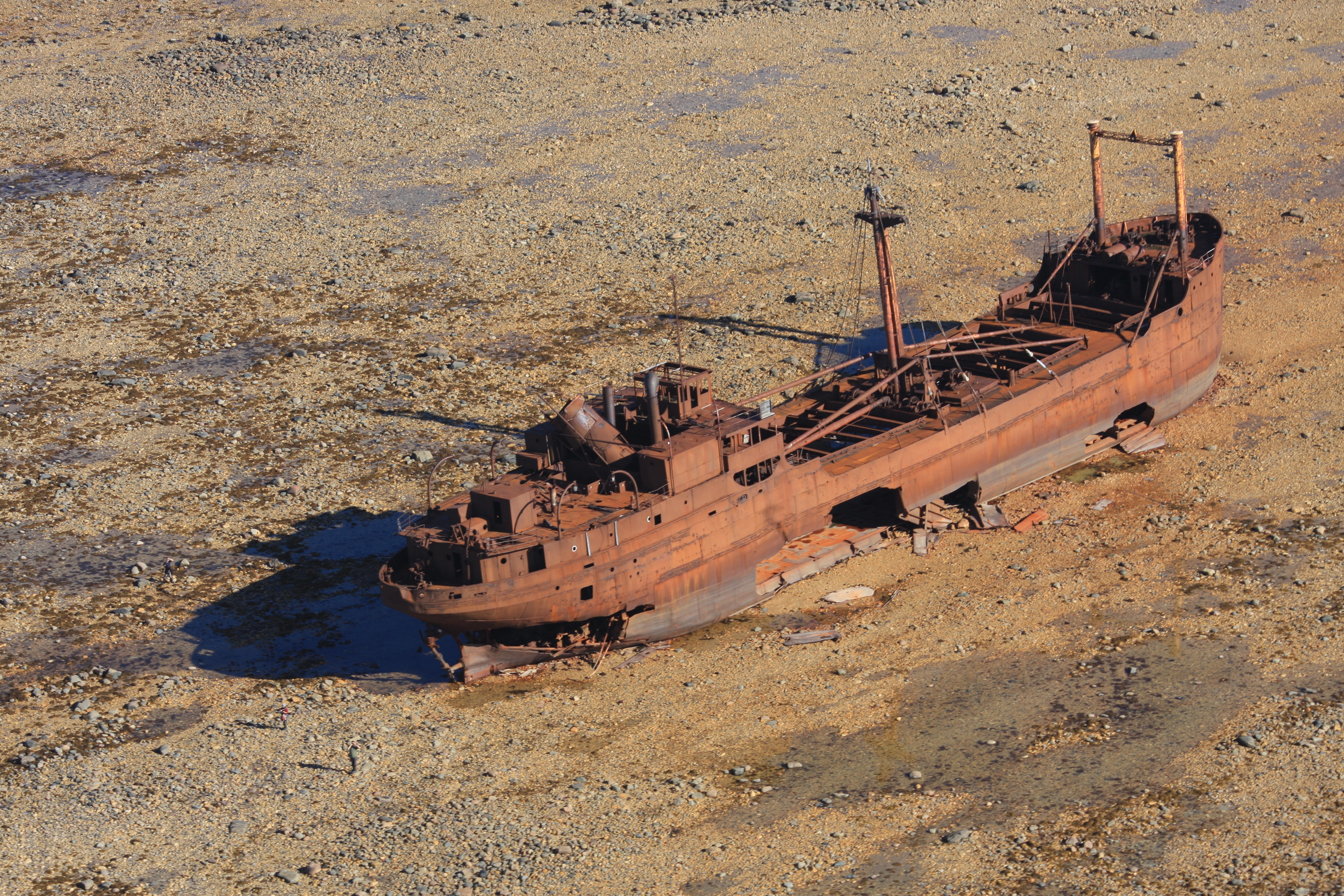
Pecio del Ithaka en el año 2014

Zarpó de Churchill el 10 de septiembre de 1960 para recoger su cargamento, transportando suministros para el asentamiento. Quedó atrapado en un fuerte vendaval mientras realizaba el viaje y perdió el timón. Echó anclas, pero las anclas no aguantaron y encalló en Bird Cove, a unas diez millas al este de Churchill, el 14 de septiembre.
Había entregado su primer envío de 2.700 toneladas de mineral a Churchill y había cargado una pequeña cantidad de equipo de minería y suministros de construcción para el viaje de regreso, pero se encontró con una tormenta con vientos 130 kilómetros por hora. El capitán regresó a la seguridad del puerto. Pero el tiempo era tan malo que decidió fondear. La cadena del ancla se rompió y el timón fue arrancado. Completamente fuera de control, el barco fue conducido a Bird Cove, a 12 o 15 kilómetros de Churchill, Manitoba, y se dirigió hacia un banco de grava poco profundo a 750 metros de la costa.
Su popa quedó completamente arrancada cuando la tormenta la azotó en el banco de grava. La aseguradora, Lloyd's de Londres, calificó el siniestro del buque como pérdida total, pero considerando que el encallamiento era sospechoso, se negó a pagar la reclamación del seguro. Los 37 miembros de la tripulación fueron rescatados por el CCGS William Alexander de la Guardia Costera canadiense y desembarcaron en Winnipeg, Manitoba, el 18 de septiembre. Las aguas poco profundas en las que encalló significaron que la gente podía caminar hasta los restos del pecio durante la marea baja, y sus instrumentos de navegación y gran parte de su carga, que consistía en dos generadores y algunos paneles de madera contrachapada, así como suministros para la misión, fueron rescatados.